# Ōsaka Tenman-gū

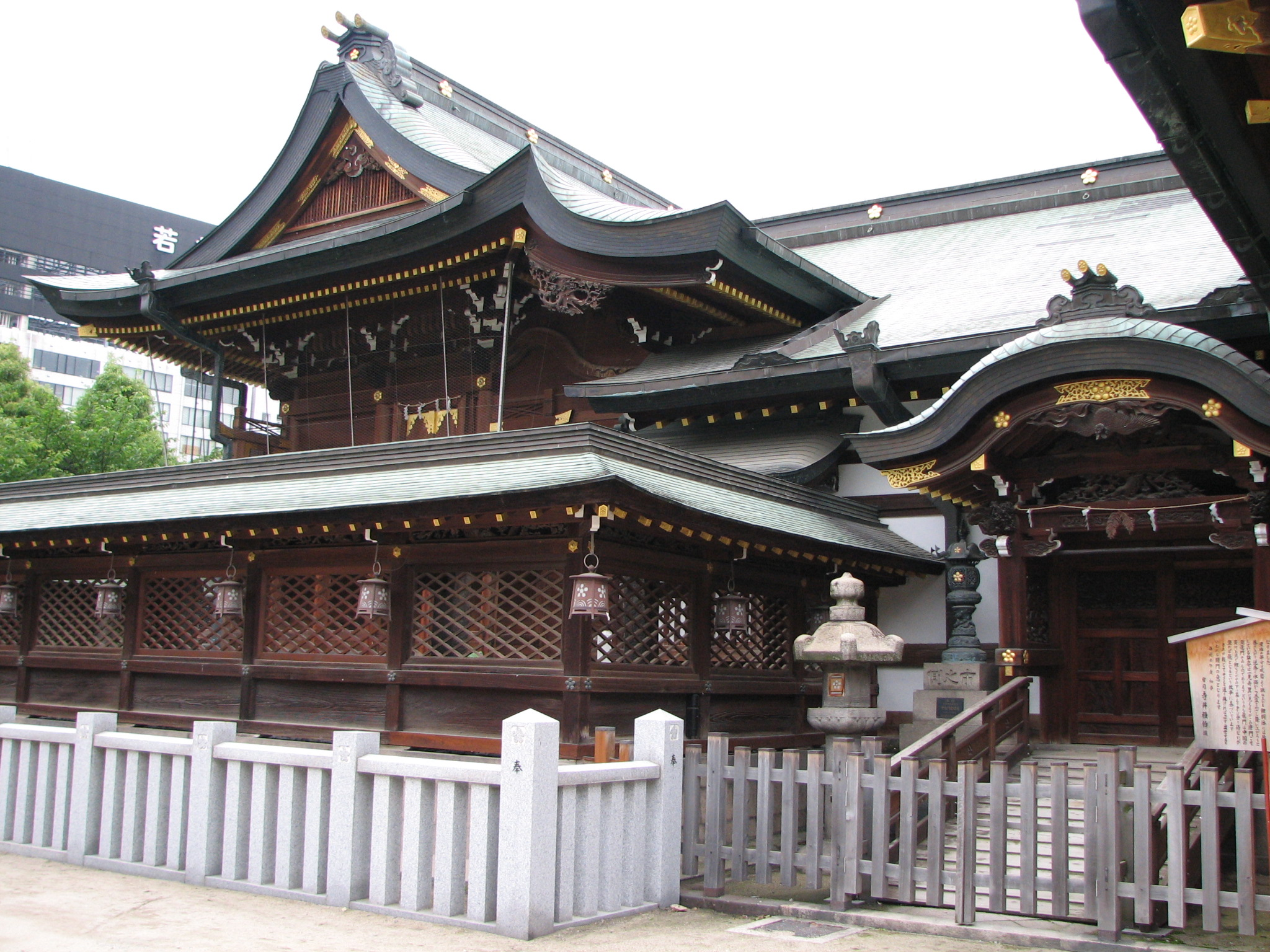
Bâtiment principal (honden) du sanctuaire.

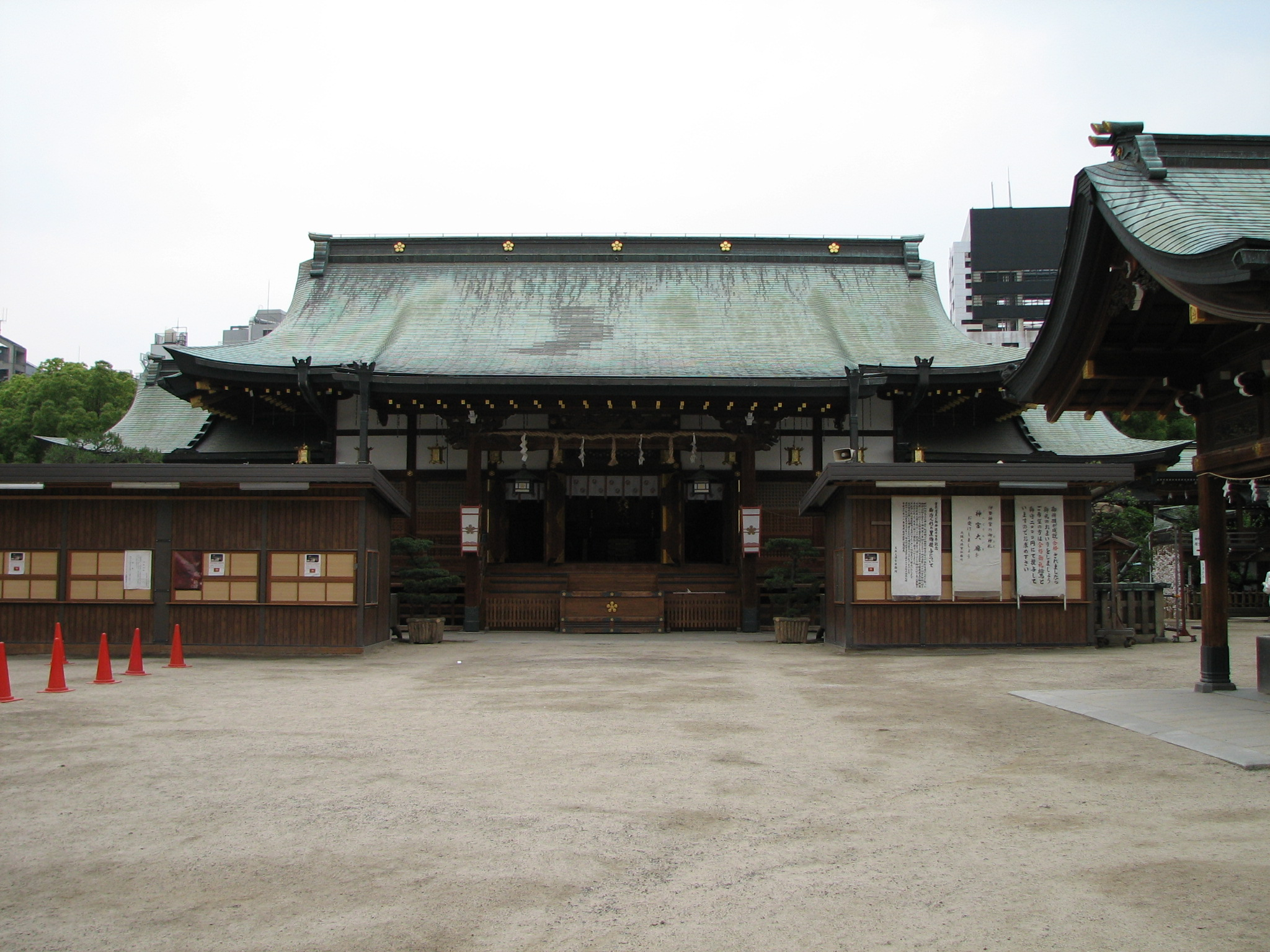
Salle de prières (haiden) du sanctuaire.

L'Ōsaka Tenman-gū (大阪天満宮, également Tenjin-san) est un sanctuaire shinto consacré au kami Tenjin, situé dans l'arrondissement Kita-ku de la ville d'Osaka au Japon.

## Histoire
L'Ōsaka Tenman-gū est construit en 949 sur ordre de l'empereur Murakami, prétendument sur la partie de la plage où l'empereur Jimmu aurait atterri. Une autre légende raconte que Murakami aurait fait bâtir le sanctuaire en ce lieu parce qu'une étrange lumière lui serait apparue et que Sugawara no Michizane, en chemin vers Kyūshū, y aurait fait une halte. L'un des anciens compagnons de Michizane serait l'ancêtre direct de la famille de prêtres du sanctuaire.
Dans le honden sont vénérés Michizane en tant que Tenjin, en compagnie des kamis Saruda-hiko, Ame-no-tajikara-wo, Hiru-ko en tant qu'Ebisu (ainsi que dans le proche sanctuaire Hiru-ko-sha) et Nomi-no-sukune (un des ancêtres de Michizane et des Sugawara). Les actuels principaux bâtiments datent de 1845.

## Tenjin-matsuri
La plus importante fête du Ōsaka Tenman-gū est le Tenjin matsuri, tous les 24 et 25 juillet. Les origines en remontent à  951. Depuis le XVIe siècle, c'est un des plus grands matsuri de tout le Japon. Plusieurs milliers de personnes participent activement aux défilés du mikoshi dans la ville, paradent et dansent en costumes d'époque, prennent part aux représentations de bunraku et aux excursion en bateau sur la Dojima et autres cérémonies.
Le festival est célébré par d'autres sanctuaires Tenman-gū au Japon, mais celui d'Osaka est le plus renommé.